# 維京高地 (冥王星)
維京高地（英語：Viking Terra）是矮行星冥王星上的一個地區，位於史波尼克高原西方和航海家高地南方。新視野號太空船於2015年飛越 矮行星冥王星時發現，他的名稱來自維京計畫。